# Orchestre de la Garde impériale
L'Orchestre de la Garde impériale, également connu sous le nom d'Imperial Bodyguard Band, est une fanfare militaire créée en 1929 à Addis-Abeba sous la houlette du ras Tèfèri Mèkonnen. Composée à l'origine d'une soixantaine d'Éthiopiens venus du sud du pays (shanqella), cette fanfare a été dirigée par un instituteur d'origine suisse, André Nicod jusqu'au début de la guerre italo-éthiopienne puis, après-guerre, jusqu'au début des années 1950. Nersès Nalbandian en prend ensuite la direction.
De nombreux chanteurs éthiopiens reconnus appartenant au mouvement de l'éthio-jazz se sont produits avec cet orchestre, ou avec d'autres également institutionnels, tels Tlahoun Gèssèssè, Bizunesh Békélé, Alèmayèhu Eshèté, Mahmoud Ahmed, Hirut Bèqèlè ou encore Menelik Wèsnatchèw.
La fin du régime impérial et la mise en place du Derg, en 1974-1975, a entraîné la dissolution de cette formation orchestrale.

## Discographie
- 2010 : Éthiopiques volume 26 : Mahmoud Ahmed & Imperial Bodyguard Band 1972-1974